# Sthenias javanicus
Sthenias javanicus är en skalbaggsart som beskrevs av Stefan von Breuning 1940. Sthenias javanicus ingår i släktet Sthenias och familjen långhorningar. Inga underarter finns listade i Catalogue of Life.